# Chapelle de la Madeleine de Bruxelles
 (mars 2024).
Si vous disposez d'ouvrages ou d'articles de référence ou si vous connaissez des sites web de qualité traitant du thème abordé ici, merci de compléter l'article en donnant les références utiles à sa vérifiabilité et en les liant à la section « Notes et références ».
Pour les articles homonymes, voir Chapelle de la Madeleine.
La chapelle de la Madeleine (en néerlandais : Magdalenakapel) est un petit édifice religieux catholique de style gothique se trouvant dans le centre historique de la ville de Bruxelles (Belgique), à quelque deux cents mètres au sud de la Grand-Place. Construite  sur les fondations d’un sanctuaire plus ancien, l’édifice actuel date du XVe siècle. Les services liturgiques et pastoraux y sont assurés par la fraternité de l’Assomption.
Lors des travaux de restauration (1957-1958) qui ont suivi la construction de la jonction ferroviaire Nord-Midi, une ancienne chapelle de style baroque (datant de 1615) se trouvant rue de la Montagne fut reconstruite et accolée à la chapelle de la Madeleine, au niveau du transept gauche : c’est la chapelle Sainte-Anne. 

## Historique
Elle faisait à l’origine partie du couvent des Frères Saccites, installé au XIIIe siècle. L’Ordre religieux étant supprimé à la fin du siècle, le couvent devint propriété de la collégiale des saints Michel et Gudule et fut transformé en hôpital.
La chapelle actuelle dont la partie la plus ancienne, de style gothique brabançon, date du XVe siècle, bien que certains éléments soient plus anciens, a connu au cours d’une histoire mouvementée plusieurs affectations et plusieurs phases de construction et de restauration de différents styles et à différentes époques.

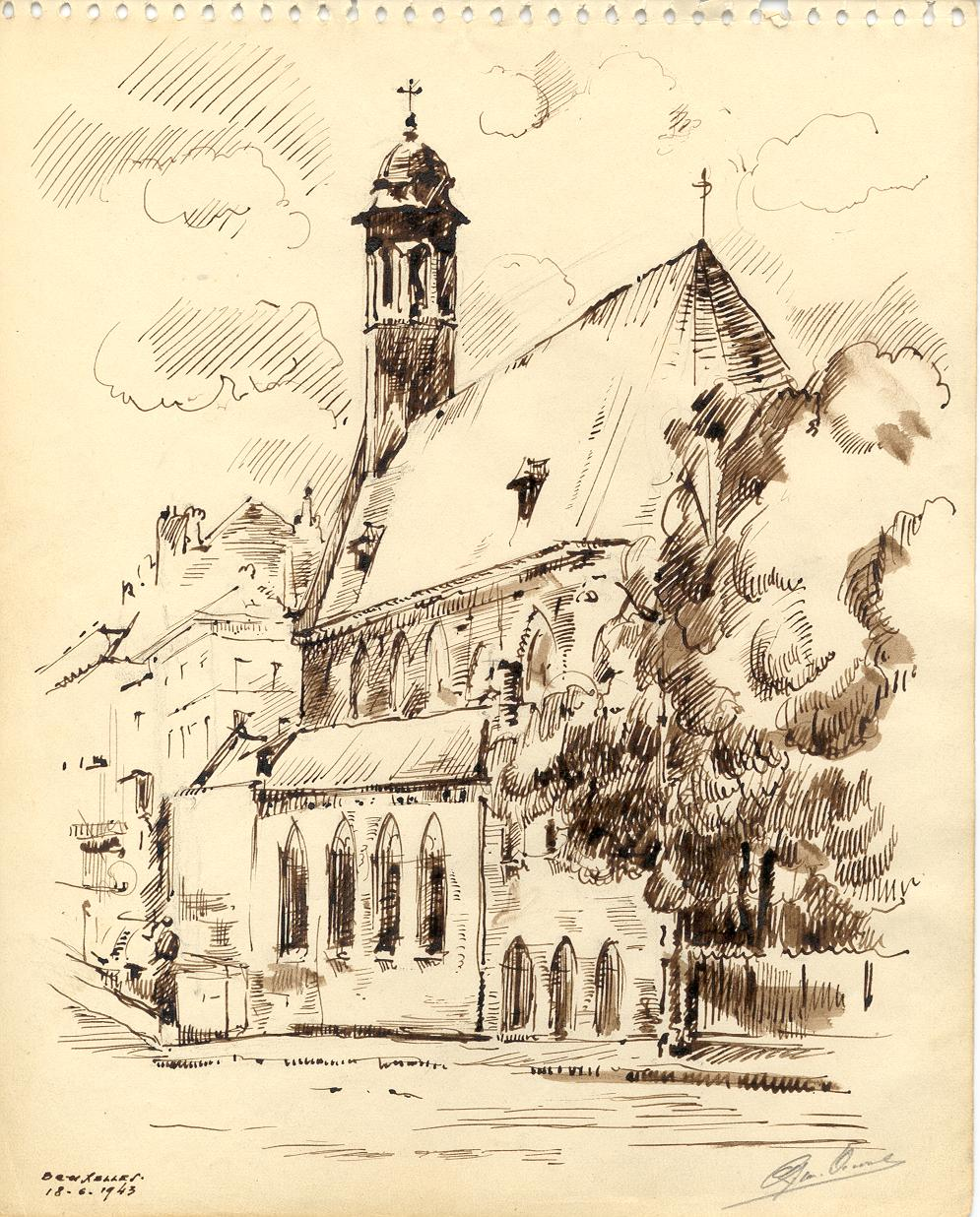
Chapelle de la Madeleine (dessin au sépia de Léon van Dievoet, 18 juin 1943)

Aux XVe et XVIe siècles, la chapelle accueille les sépultures de personnages importants et les autels de plusieurs corporations: tailleurs, boulangers et armuriers. De 1579 à 1585, durant la période Calviniste, elle devient église réformée. C’est à cette époque que les vestiges du couvent sont détruits. À la chute de l’éphémère république, elle redevient église  catholique. 
En partie détruite par le bombardement français de 1695 elle est relevée aux frais des corporations qui reconstruisent son aile latérale baroque. Fermée sous l’occupation française en 1798, puis en 1804 elle est ensuite transformée en école de la ville de Bruxelles. Elle est rendue au culte en 1840. Le porche interne et le jubé sont ajoutés en 1864.
La chapelle est expropriée au début du XXe siècle par la ville pour permettre le percement de la jonction ferroviaire Nord-Midi et la construction de la gare centrale. Durant ces travaux qui s’étalent sur un demi-siècle, la chapelle est dégagée des habitations qui y sont accolées. Tout le quartier qui la surplombe est rasé, la chapelle est le seul édifice du côté nord de la rue de la Madeleine à échapper aux démolisseurs. 

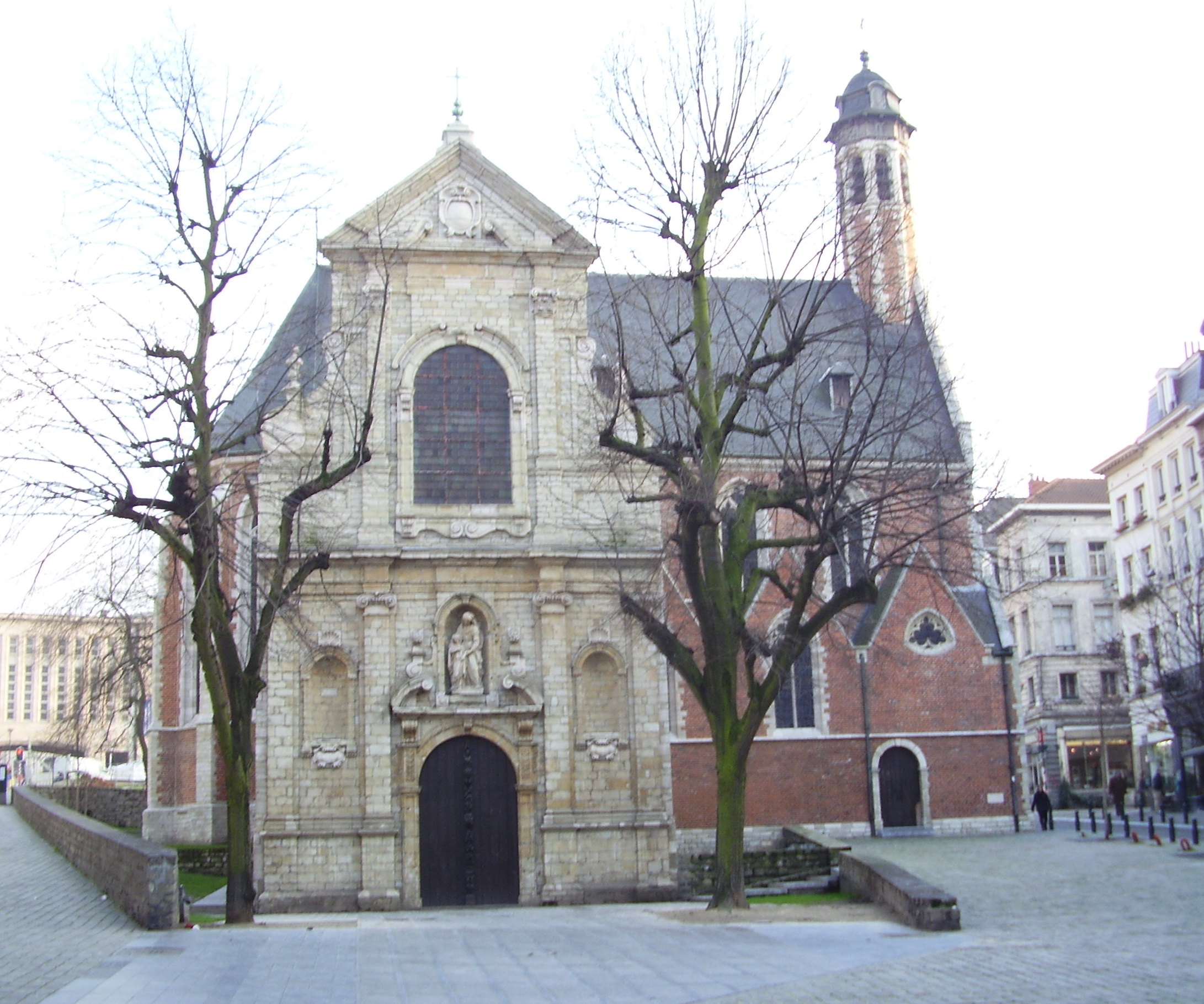
A l'avant-plan : la chapelle Sainte-Anne

Très abîmée, elle fait l’objet d’une nouvelle restauration aux frais de l’Office national de la jonction en 1957–1958, les vitraux actuels datent de cette époque. À cette occasion, on lui adjoint au niveau du transept gauche une autre chapelle (à l’avant-plan sur la photographie), dont la façade baroque, rescapée du bombardement de 1695, provient de la chapelle Sainte-Anne qui se dressait à quelques dizaines de mètres de là, au coin de la rue de la Montagne et de la rue du Singe, laquelle faisait partie du quartier de la Putterie entièrement détruit.

## Patrimoine
- Le maître-autel est une œuvre du sculpteur Michel Smolders (2009).

## Galerie

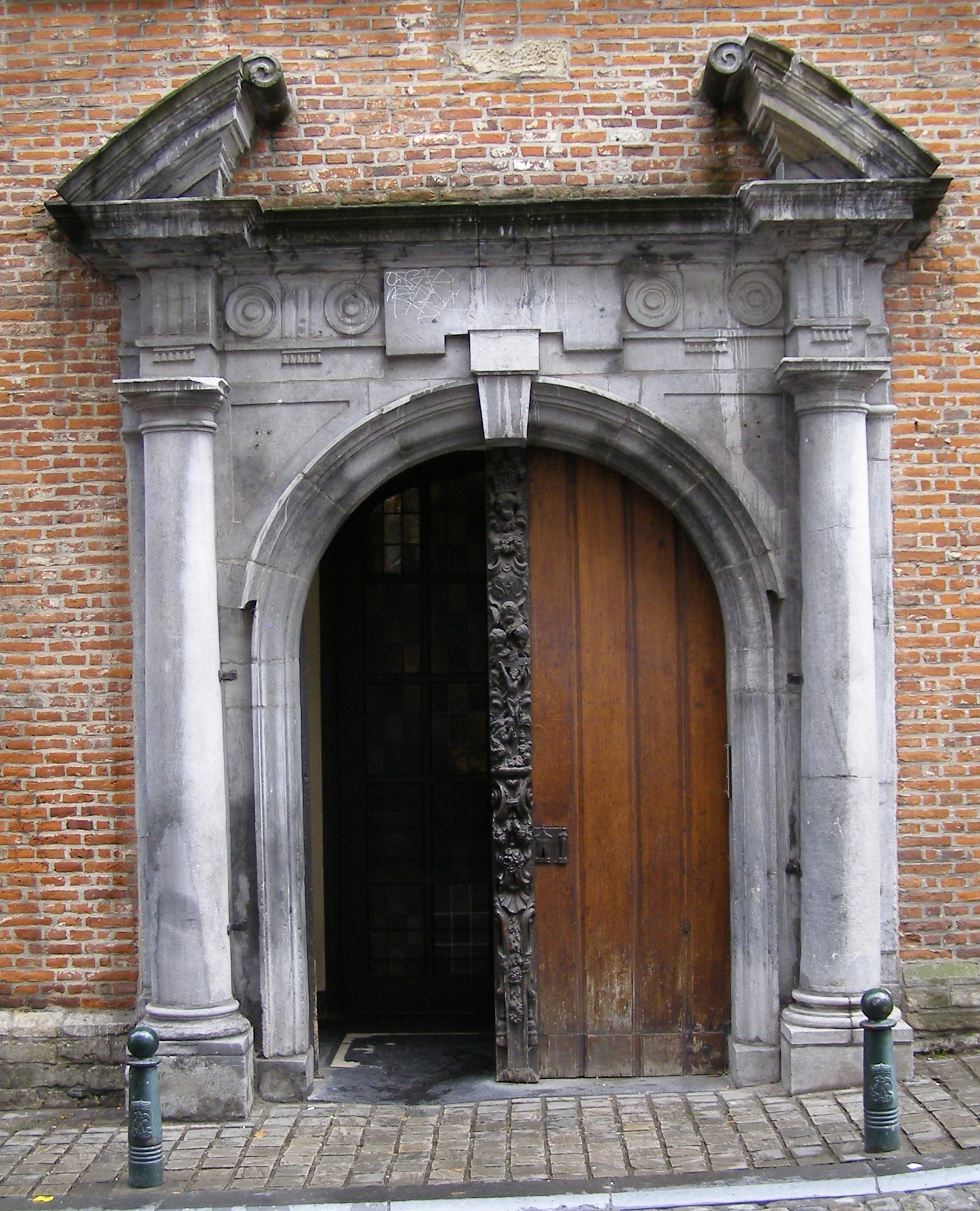
Entrée de la chapelle
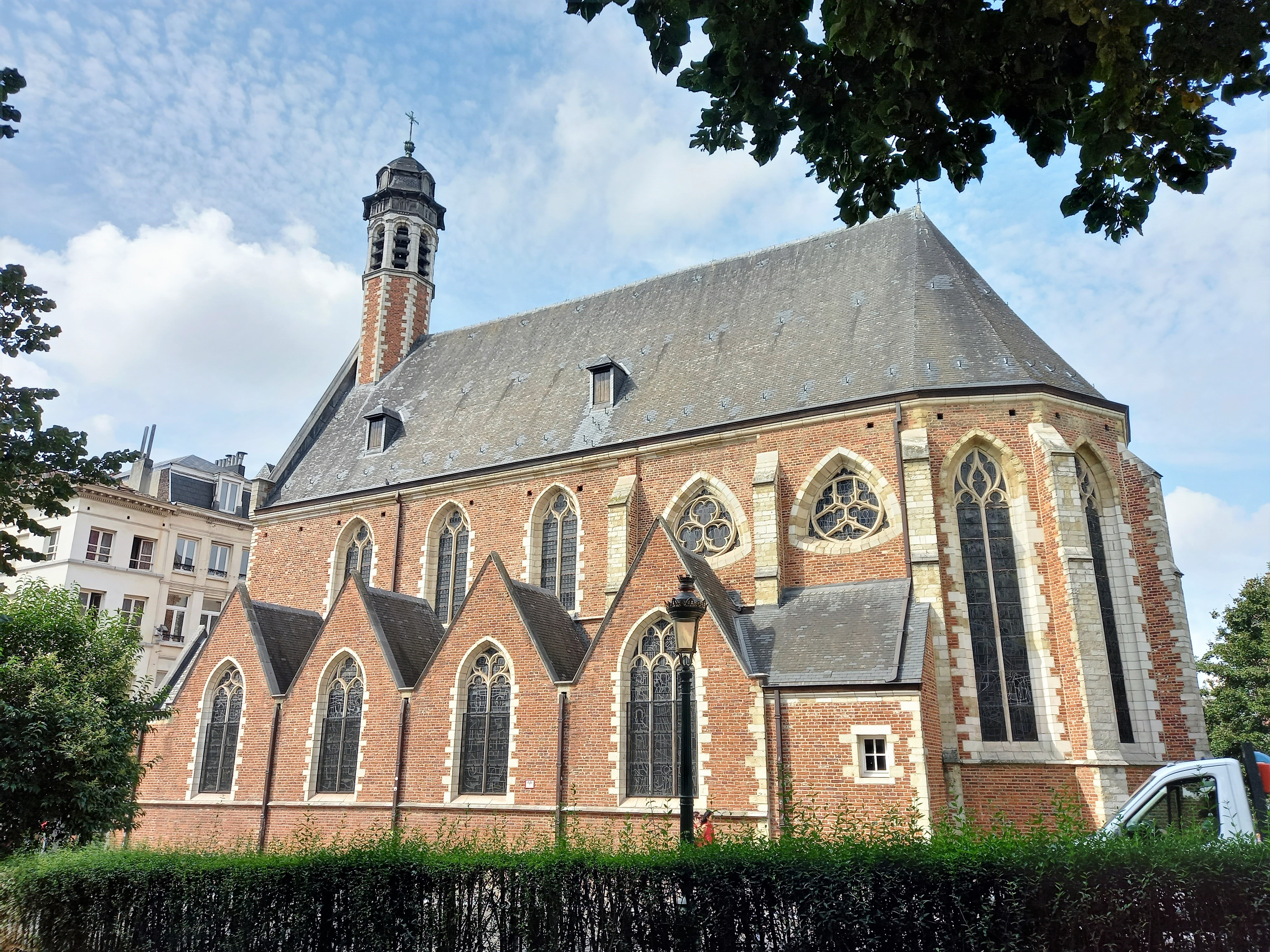
Vue lointaine de la chapelle
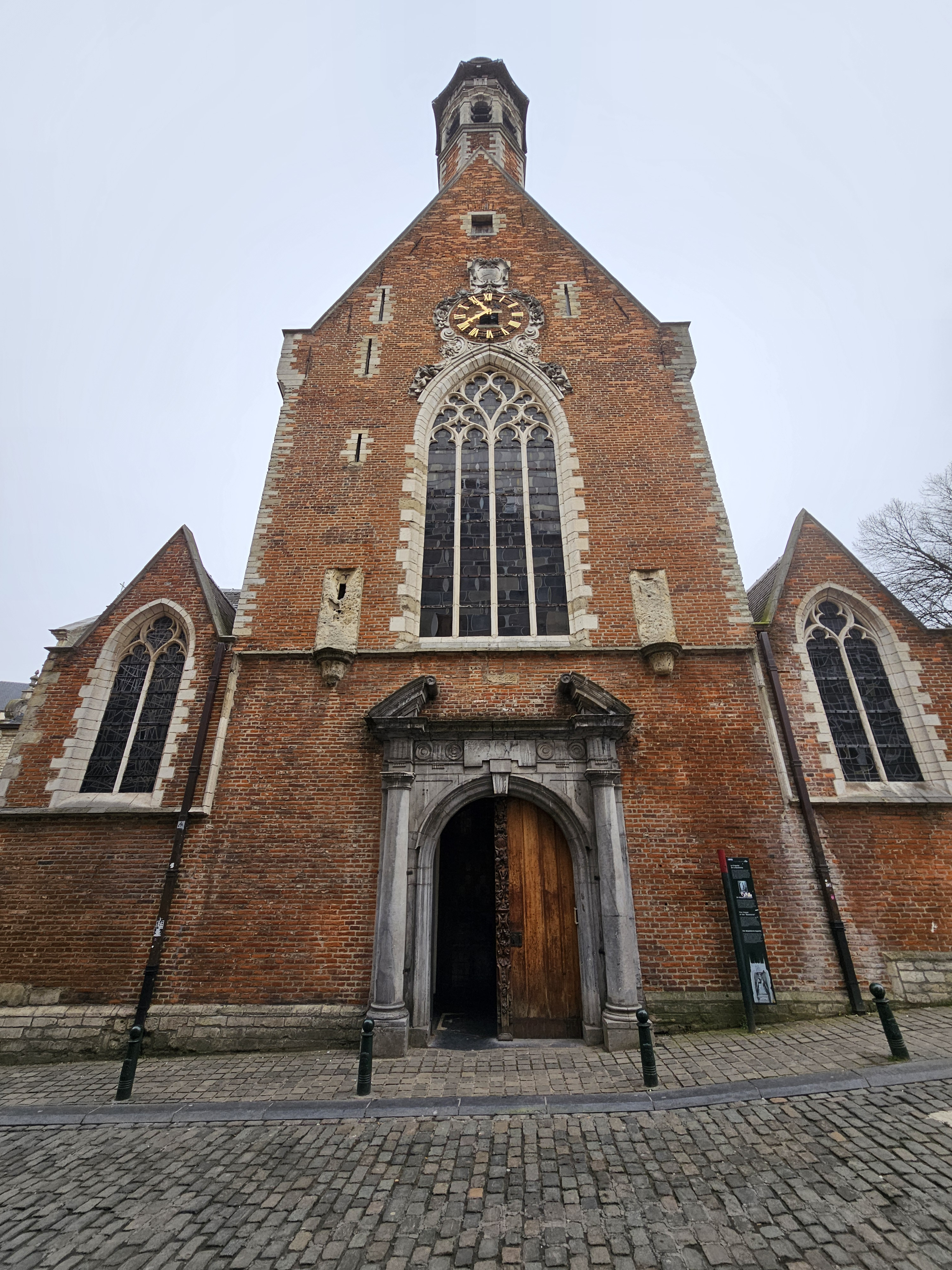
Entrée de la chapelle
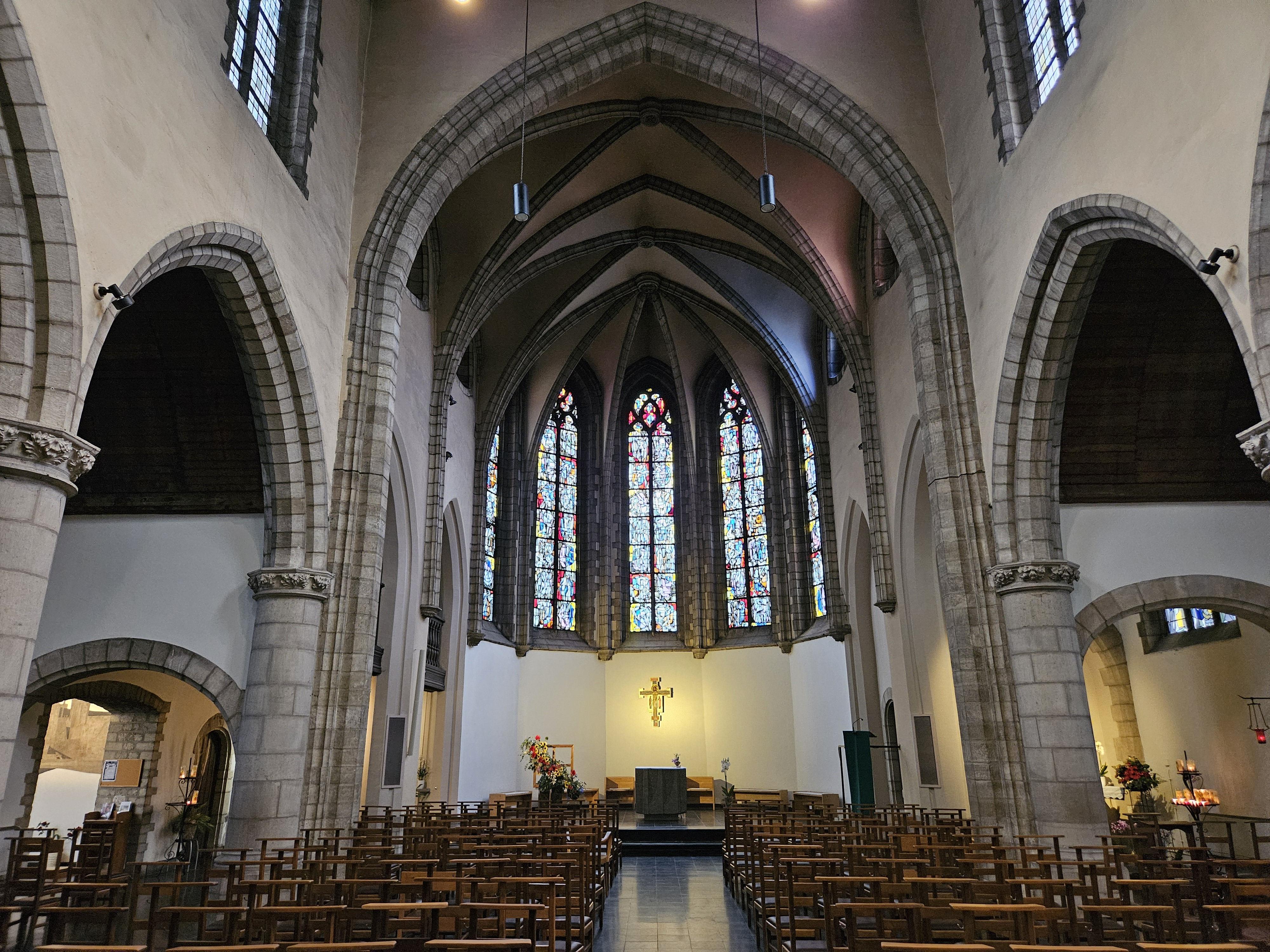
Intérieur de la chapelle
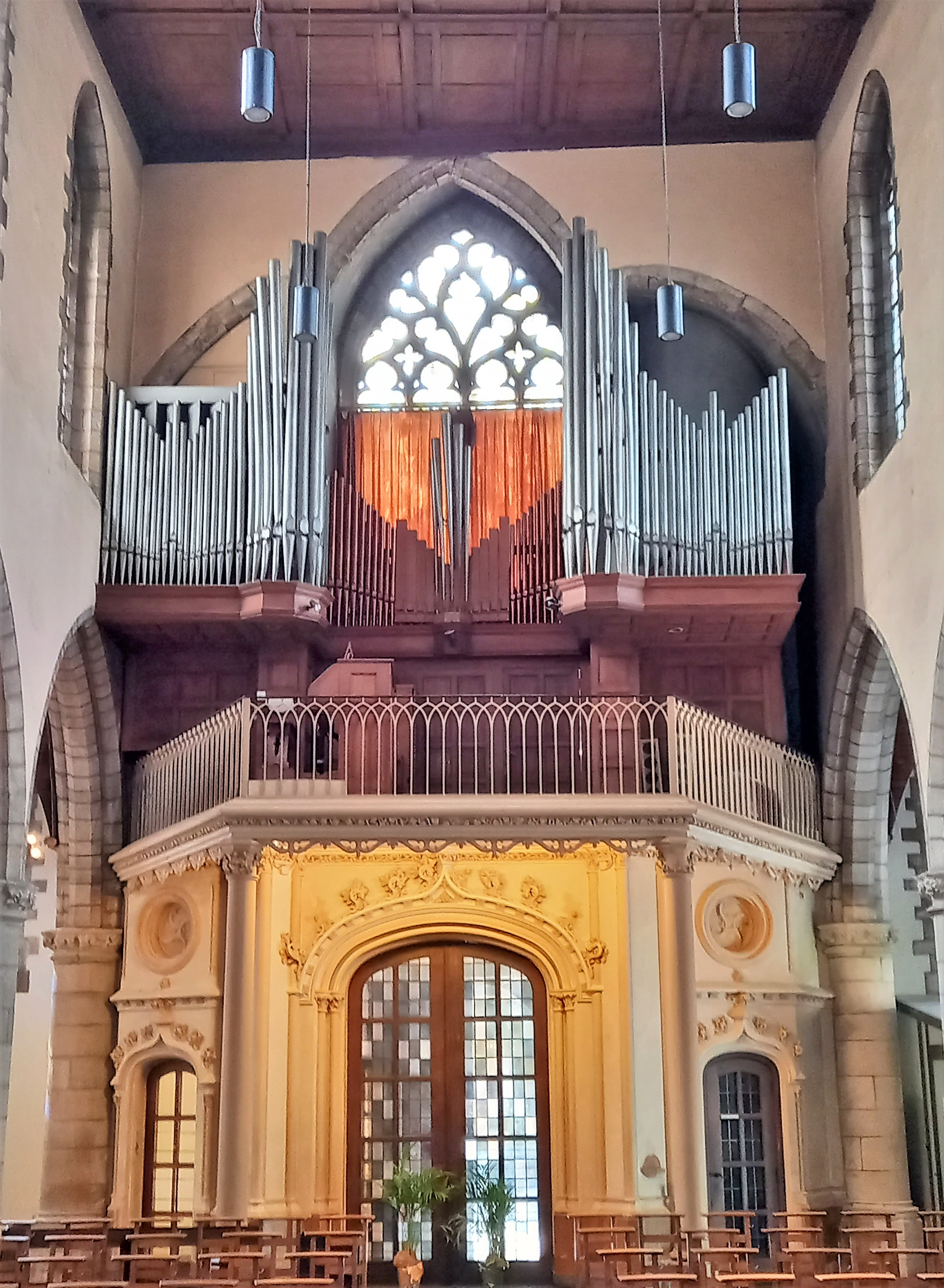
Orgue

## Accès
| ___ | Ce site est desservi par la station de métro : Gare Centrale. |